# Leucania proxima
Leucania proxima là một loài bướm đêm trong họ Noctuidae.